# One Night Is Not Enough
"One Night Is Not Enough" foi o sexto single lançado pela banda de indie rock escocesa Snow Patrol. e o segundo a vir do segundo álbum, When It's All Over We Still Have to Clear Up. Foi lançado em 5 de Março de 2001 pela gravadora Jeepster Records, e foi o último lançamento que eles fizeram depois de sairem da gravadora.

## Faixas
- Maxi CD:[3]

1. "One Night is Not Enough" - 3:26
2. "Monkey Mobe" - 1:18
3. "Workwear Shop" - 2:25

- Promo CD:[4]

1. "One Night is Not Enough" - 3:22

## Paradas musicais
| Paradas (2001)   | Melhor posição |
| ---------------- | -------------- |
| UK Singles Chart | 105            |